# Emulador de videoconsola

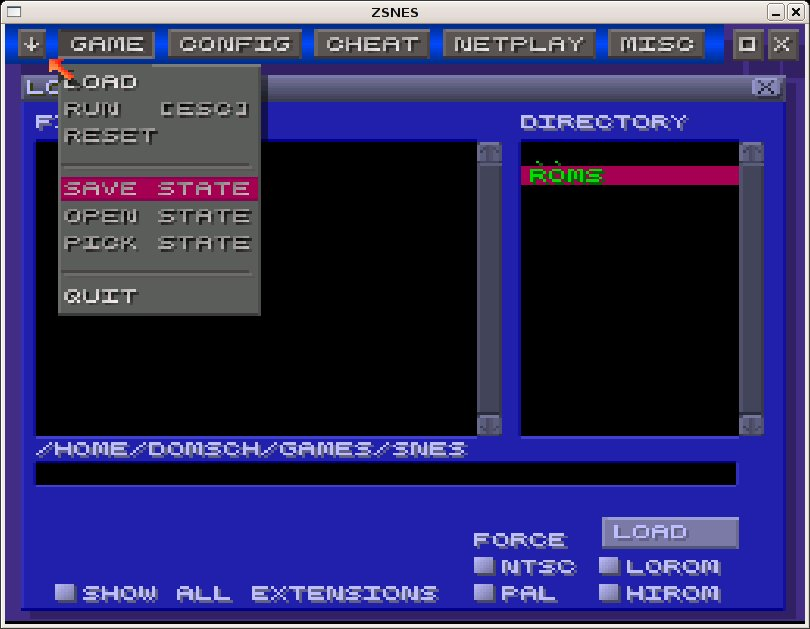
ZSNES es uno de varios emuladores de la consola SNES.

Un emulador de consola es un programa informático de computadora, o algún otro dispositivo de computación, que es capaz de emular una videoconsola, bien sea casera o portátil, de modo que la computadora pueda ser utilizada para jugar videojuegos que fueron creados para esta consola o desarrollar juegos para la misma. Muchas herramientas son utilizadas para traducir juegos a otros idiomas, modificar juegos existentes (hack) o desarrollar juegos de demostración. Los emuladores de consola pueden además ser utilizados entre consolas, haciendo que una consola de videojuego moderna pueda emular a una más antigua.

## Historia
La emulación se usaba ocasionalmente por los primeros desarrolladores de consolas en los años 1980 para permitir que juegos de otros hardware pudieran ejecutarse en los dispositivos de los mismos. Lo que siempre ha desmejorado la calidad de imagen de los juegos reales.
Las Atari fueron fácilmente las consolas más populares y extendidas de la primera generación, y muchos desarrollados eran compatibles con la vasta biblioteca de juegos del sistema como reclamo comercial para atraer compradores. La Colecovision de Coleco permitía jugar a juegos de la propia Atari 2600 mediante periféricos añadidos para permitir jugar con los cartuchos de la Atari 2600, y la Atari 7800 incluía esta funcionalidad directamente en la consola. Generalmente, esta emulación fue conseguida a través de hardware, a diferencia de la emulación actual de las consolas, que generalmente reproduce la funcionalidad de un sistema enteramente por software.
Para mediados de los años 1990, los ordenadores habían progresado hasta el punto donde era técnicamente factible reproducir el comportamiento de algunas consolas anteriores completamente por software, y comenzaron a aparecer los primeros emuladores de videoconsola no autorizados, sin ánimo de lucro. Estos primeros programas eran a menudo incompletos, solo emulaban parcialmente un sistema dado, disparaban mensajes anticopias en algunos juegos, y solían contener errores de programación o bugs. Como pocos fabricantes habían publicado alguna vez especificaciones técnicas para su hardware, fueron los programadores aficionados y desarrolladores los primeros en deducir el funcionamiento exacto de una consola mediante ingeniería inversa.

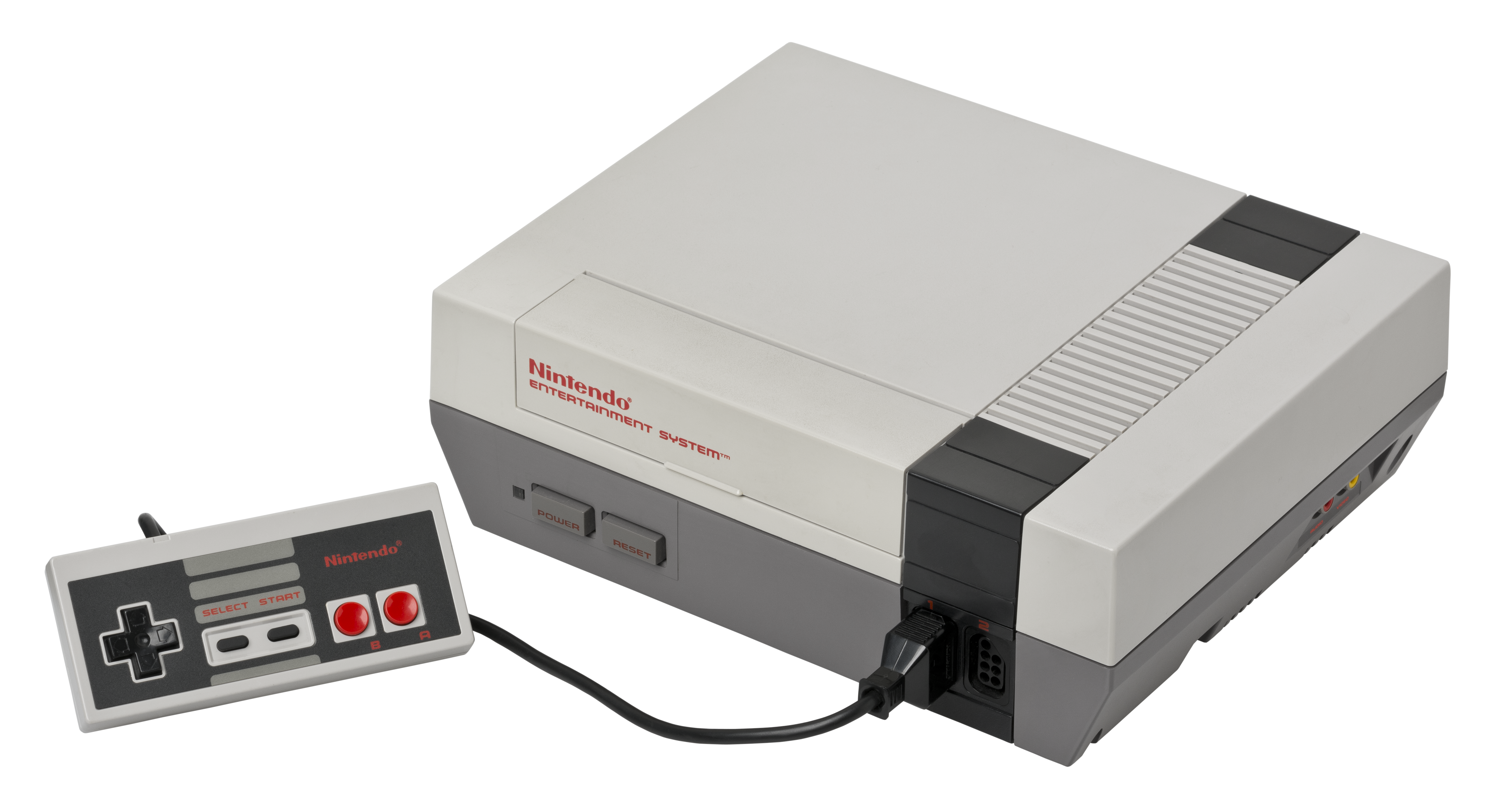
El Nintendo Entertainment System fue una de las consolas que tuvieron mayor cantidad de emuladores en la década de los 90.

Las consolas de Nintendo tendieron a ser las más comúnmente estudiadas, y los primeros emuladores más avanzados tendieron a reproducir los funcionamientos del sistema Nintendo Entertainment System y el sistema Super Nintendo. Programas como iNES de Marat Fayzullin (que emuló las Nintendo), VirtuaNES (NES) y VirtualGameBoy (Game Boy), el Pasofami (Nintendo) y Pasofami Súper (SNES), y VSMC (SNES) eran los emuladores de consola más populares de esta era. En abril de 1997, Bloodlust Software liberó la versión 0.2 de NESticle. Una publicación no anunciada e inesperada, NESticle impresionó la comunidad de emulación de consola naciente con su facilidad de empleo y no rivalizó con la compatibilidad con imágenes de ROM de Nintendo. NESticle posiblemente proporcionó el catalizador con el cual la emulación de consola salió: Cada vez más los usuarios comenzaron a experimentar con la emulación de consola, y una generación nueva de emuladores apareció después de NESticle. Bloodlust Software pronto volvió con Genecyst (emulador de Sega Genesis), y otros, liberaron emuladores como Snes9x y ZSNES (ambos de SNES). Este crecimiento rápido en el desarrollo de emuladores a su tiempo alimentó el crecimiento de las comunidades de hackeo y traducciones por aficionados de ROMs. La creación de proyectos para la traducción de videojuegos tales como los videojuegos de rol (RPG) atrajo aún más la atención de los usuarios hacia la emulación. El siguiente paso en emulación se dio en sistemas de emulación no oficiales para múltiples plataformas como el Hyperkin RetroN 5, Super Retro Trio, y el SupaBoy entre otros, lo cual generó un auge en la comercialización de sistemas y videojuegos retro. Esta tendencia provocó que algunas compañías fabricantes de hardware volvieran a relanzar algunos de sus viejos sistemas para que puedan ser usados con televisores más actuales, como Nintendo que en 2016 relanzó el NES.
Mientras las computadoras continuaron avanzando y los diseñadores aumentaron su pericia, el lapso tiempo entre la puesta en venta de una consola y su emulación exitosa comenzó a disminuir. Así, algunas de las consolas como Nintendo 64, PlayStation de Sony y Game Boy Advance tuvieron un trabajo significativamente satisfactorio mientras se encontraban aún en producción. Esto ha llevado hacia un creciente aumento en los intentos para detener la emulación no oficial. Pero, debido a que la «ingeniería inversa» está protegida en las leyes de muchos países, los que pagan las consecuencias de este ataque son principalmente las páginas de internet que hospedan ROMs o imágenes ISO. Muchos sitios han sido forzados a cerrar bajo amenaza de una acción legal. Por otro lado, los diseñadores comerciales han comenzado una vez más a utilizar la emulación como maneras de revender sus viejos juegos en nuevas consolas.
Algunos ejemplos pueden ser: Square Co. (ahora Square Enix) con sus múltiples re-lanzamientos de títulos de los Final Fantasy en el PlayStation, Las colecciones de Sega de los juegos de Sonic y las colecciones de Capcom de los juegos de Megaman para Nintendo GameCube, PlayStation 2 y Xbox.

## Sistema de ROMS

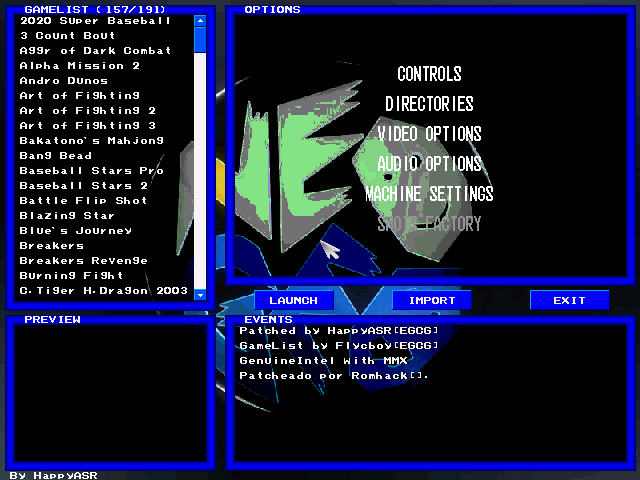
NeoRAGEx, otro emulador de consola. Emula los juegos de la franquicia de Neo-Geo. Su uso se basa en Imagen ROM.

Los emuladores ejecutan "ROM", o sea el contenido de los cartuchos, disquetes o cintas que se usaban con los sistemas antiguos. Físicamente en el PC las ROMs son archivos binarios que se pueden cargar en la memoria. Es decir, el emulador es un programa que hace las funciones de una consola, por ejemplo la Game Boy Advance o una PDA, y la ROM es un archivo que hace de cartucho, CD, o cinta, por ejemplo "Mario Bros".
Anteriormente algunas ROMs eran creadas y eran capaces de ser emuladas o "leídas" en distintos emuladores. Poco después este sistema fue cayendo en desuso y con la tecnología actual era más difícil construir una aplicación que pudiese leer distintos ficheros que se destinaban para este uso. Acabando con la universalidad del ROM. Inclusive muchas ROMs pueden ser leídas en una versión de un emulador en específico. Pero ya no podrían leerse y cargarse en otra versión más antigua y/o reciente del mismo emulador.

## Argumentos a favor y en contra de la emulación
Los juegos de consola para emuladores son distribuidos como imágenes ROM (o simplemente "ROMs"), o bien como imágenes ISO en internet. Sin la autorización del poseedor de los derechos de autor, esta práctica es aparentemente ilegal; aunque unos pocos poseedores de los derechos de autor parecen ocuparse de los juegos antiguos (ver abandonware); muchos propietarios de los derechos han muerto; y unos pocos propietarios de estos derechos han incluso liberado sus videojuegos y demos gratis, o incluso como software libre. Esta ilegalidad es también controvertida para los videojugadores más antiguos o también llamados «jugadores de la vieja escuela» o «paleogamers».
Una razón para la popularidad de la «emulación de consola» entre los gamers (videojugador aficionado), se debe a que muchos de ellos consideran que muchos videojuegos antiguos que ya no están a la venta son igual o más divertidos que los juegos que si lo están; o porque de este modo no necesitan llegar a disponer del dispositivo original, el cual generalmente ya no está a la venta. Otros tantos jugadores argumentan que los gráficos, memoria, y las limitaciones del hardware de la era de los 8-bits y 16-bit forzaron a los desarrolladores a gastar más tiempo en las mecánicas de juego. Otros han argumentado que la existencia de los modernos Gráficos 3D no es una razón para que los videojuegos de los sistemas antiguos, con gráficos bidimensionales basados en sprites, ya no se consideren agradables estéticamente.
Algunos usuarios entusiastas de la emulación de consolas sostienen que las compañías ya no obtienen ingresos de los títulos más viejos, o no deberían tener derecho de obtener dichos ingresos. Por lo que se puede perdonar la distribución de ROM. Esto ocurre dada la existencia de algunas republicaciones de colecciones, la reedición de algunos videojuegos clásicos a sistemas modernos y, en el menor de los casos, reediciones mejoradas proporcionadas por el productor original o el dueño de los derechos de autor. Muchas veces dichas reediciones no poseen ninguna mejora respecto del lanzamiento original.
Muchos sitios web populares han promulgado la idea discutida de que el usuario puede mantener una imagen ROM en su computadora por un periodo de 24 horas. Esta idea parece provenir de ciertas leyes que en realidad hablan sobre las bibliotecas. Asimismo muchos sitios de ROMs dicen que es legal descargar ROMs con el propósito de tener una copia de seguridad si se posee una copia física del software, pero esto depende verdaderamente de la legislación que posea cada país.
Para los sistemas más recientes (p.e. Game Boy Advance de Nintendo y Nintendo 64, Dreamcast de Sega y PlayStation de Sony), los propietarios de las derechos de autor han sido generalmente más agresivos en proteger sus derechos de copia (como la creación de ciertos métodos anticopias) y han realizados acciones tales como hacer que un buen número de sitios web que ofrecían imágenes ISO y ROMs hayan sido cerrados bajo la amenaza de una acción legal, o que tengan bloqueadas todas las ROMs de un cierto fabricante. Por ejemplo, Nintendo bloqueó todo su contenido a muchos sitios que ofrecían ROMs e imágenes ISO.
Sin embargo, a pesar de que a los años 2010 en adelante muchas compañías han estado preocupadas sobre los asuntos de los derechos de autor, la distribución de los videojuegos para emuladores no ha podido ser evitada completamente, debido a que su distribución se realiza principalmente a través de programas p2p; tales como eMule y similares. Igualmente, algunos jugadores fanáticos alegan que ellos utilizan las ROM legalmente, porque ninguno de los interesados tienen intención de vender discos que los contengan.

## Otros usos
Una ventaja de las imágenes ROM es el potencial para hackear las ROM: programadores amateur y gamers apasionados han hecho traducciones de videojuegos existentes solo en idiomas extranjeros, o reescribiendo los diálogos de los videojuegos; permitiendo que muchos videojugadores que no dominan el idioma original del videojuego, principalmente en el caso de los videojuegos de rol llamados "RPG" (Role Playing Games), tengan la posibilidad de jugarlos y disfrutarlos. Igualmente la emulación permite aplicar parches para corregir los errores de software que tenían los videojuegos originales.
El software que emula una consola igualmente puede estar mejorado con funciones adicionales que los juegos originales no tenían, como por ejemplo: el uso de antialiasing, uso del sistema de efector (como reverberación), pilas de guardar partidas incorporadas, modificación de la velocidad de juego, opciones multijugador por internet, o la incorporación de funcionalidades de introducción de códigos (cheats), para ser usados por cheaters y otros videojugadores.

### Salto de bloqueos regionales
Algunas consolas implementaron bloqueos regionales, impidiendo que los jugadores adquirieran los juegos de una región para una consola de otra región distinta. En algunos casos, como las consolas que admitían cartuchos, los juegos japoneses no se podían insertar en una consola norteamericana. El contenido de la versión japonesa puede no ser el mismo que la versión norteamericana y vice-versa.
En cambio, es posible que no se vea bien los juegos PAL en consolas japonesas o norteamericanas y vice-versa, y causan problemas de velocidad, debido a que los juegos PAL no son soportados en sistemas NTSC. Esos problemas pueden ser eliminados si los juegos son jugados en emuladores, ya que soportan ambos sistemas de TV.

## Ejemplos de emuladores de consola
Algunos emuladores de consola populares son: PCSX2, Gnuboy, Dolphin, Project 64, 1964, Visual Boy Advance, Nestopia, Nester, Snes9x, Cemu, Mame, NO$GBA, PPSSPP y ePSXe,
También hay una gran cantidad de emuladores para dispositivos iOS como GBA4iOS, meSNEmu, nds4ios entre otros.